# Дигаллан
Дигалла́н, или гидри́д га́ллия(III) (систематическое название — дигаллан(6)), — неорганическое бинарное химическое соединение галлия и водорода. Химическая брутто-формула — Ga2H6. Является димером галлана GaH3. Включает в структуру мостиковые атомы водорода, в связи с чем его формулу можно записать как GaH2(H)2GaH2 или [{H2Ga(μ-H)}2].

## История
Подготовка к возможному синтезу дигаллана, объявленная в 1989 году, была воспринята как «состязание в силе» (фр. tour de force). О синтезе дигаллана заявляли ещё в 1941 году Виберг и Йохансен, однако открытие не было подтверждено более поздними работами.

## Свойства и получение
Синтез чистого дигаллана был выполнен в два этапа. Вначале был синтезирован димерный монохлоргаллан (H2GaCl)2 с помощью гидрогенизации трихлорида галлия (GaCl3) триметилсиланом (Me3SiH). Димерный монохлоргаллан содержит мостиковые атомы хлора, его формула может быть записана как (H2Ga(μ-Cl))2. После этого выполнено дальнейшее восстановление монохлоргаллана тетрагидрогаллатом лития Li[GaH4]  (без растворителей, при −23 °C). Дигаллан получается с малым выходом:
Ga2Cl6 + 4Me3SiH → (H2GaCl)2 + 4Me3SiCl
½(H2GaCl)2 + Li[GaH4] → Ga2H6 + LiCl.
Летучий дигаллан конденсируется при −50 °C в виде белого порошка. При комнатной температуре разлагается:
{\displaystyle {\mathsf {Ga_{2}H_{6}\longrightarrow 2Ga+3H_{2}}}}
Также образуется в результате обработки тетраметилдигаллана триэтиламином.
В целом, химия дигаллана аналогична химии диборана.

### Структура и связи
Электрон-дифракционными измерениями паров дигаллана при температуре 255 K было установлено, что дигаллан по строению близок к диборану, с наличием двух двухэлектронных трёхцентровых связей. В структуре длина терминальной связи Ga—H равна 152 пм, мостиковой связи Ga—H — 171 пм, угол в структуре Ga—H—Ga равен 98°, расстояние Ga—Ga равно 258 пм. ЯМР-спектр протонов раствора дигаллана в толуоле показывает два пика, атрибутируемые терминальным и мостиковым атомам водорода.
В твёрдом состоянии дигаллан, по-видимому, принимает полимерную или олигомерную структуру. Колебательный спектр соответствует тетрамеру, то есть (GaH3)4. Колебательные данные указывают на присутствие опорных лигандов гидрида.

## Применение
Гидрид галлия имеет большое значение в материаловедении как молекулярный предшественник:
- Используется в таких техниках, как химическое осаждение из паровой фазы и методологии на основе растворов для синтеза тонких металлических пленок.
- Используется для производства различных твердотельных материалов.
- Используется в качестве источника галлия и реагирует с NH3 (газообразный аммиак) для получения кристаллов GaN на сапфировой подложке, из которых можно получить пленку GaN толщиной до 2,7 мкм, и это оказался недорогим методом выращивания кристаллов GaN с высоким уровнем чистоты.
- Гидрид галлия реагирует с переходным металлом соли с образованием соединения гидрида галлия с переходным металлом. Это соединение металлического гидрида галлия разлагается с образованием наночастиц.
- Гидрид галлия оказался ключевым элементом в реакции гидрирования CO2. Он действует как катализатор преобразования CO2 в метанол.

{\displaystyle {\ce {CO2 + H2-> CH3OH + H2O}}}